# Porcelain Black
Элейна Мэри Битон (англ. Alaina Marie Beaton; более известная под сценическим именем Porcelain Black, род. 1 октября 1985, Стерлинг-Хейтс, Мичиган, США) — американская поп-рок певица. В 18 лет она создала свою группу под названием Porcelain and The Tramps совместно с лейблом Virgin Records. Вскоре она разорвала контракт и стала работать с продюсером RedOne.
Её первый сингл под названием «This Is What Rock n’ Roll Looks Like» был записан при участии американского рэпера Лила Уэйна. Клип вышел в марте 2011. Песня достигла 44 позиции в чарте Hot Dance/Club Play Songs.
Вторым синглом стала песня «Naughty Naughty». Она достигла 25 позиции в том же чарте, сделав её самой успешной песней Блэк на данный момент.

## Ранние годы
Элейна выросла в Стерлинг-Хейтс, штат Мичиган. Её отец работал парикмахером. Он владел парикмахерской и водил её с собой на модные показы и фотосессии. Её родители развелись, когда ей было 6 лет. После того, как её мать снова вышла замуж, они поселились в Рочестере, где она училась в средней школе. Живя в менее благополучных районах до переезда, Блэк поняла, что не вписывается в круг одноклассников и становится изгоем. Она узнала, что у её биологического отца рак, когда ей было 15 лет, что отразилось на ней настолько, что её исключили из школы за драки. Два месяца спустя, она была исключена из другой школы. Отец умер, когда ей было 16 лет.
Порселен принимала участие в национальных конкурсных танцах: джаз, хип-хоп и уроки балета, так как она была молода и готовилась выступать на Бродвее. Она также хотела стать резервным танцором. После того, как её исключили из последней школы, она убежала из дома. Она начала принимать наркотики и пить, устраивая вечеринки в домах друзей в ночное время. Пройдя на гастроли с группой Armor for Sleep, она вернулась в Детройт и перестала принимать наркотики.

## Дебютный альбом
Дебютный альбом Блэк был выпущен летом 2013 года. RedOne стал продюсером и соавтором всех песен на альбоме. Тем не менее, Порселен позже записала песни с другими продюсерами после того, как её альбом был перенесен на 2012 год. Она заявила, что Эминем может появиться в «How Do You Love Someone?». Она сделала свой телевизионный дебют на шоу Дэвида Леттермана 21 июля 2011 года.
После «This Is What Rock n’ Roll Looks Like» и «Naughty Naughty» был выпущен второй сингл из альбома в конце 2011 года. 11 апреля 2012 года Блэк сообщила в твиттере, что сделала версии песен «King of the World», «Curiosity» и «I’m Your Favorite Drug». Также Блэк сообщила, что снимет видео на песню «Swallow My Bullet». Позже RedOne объявил, что этот трек не станет синглом. Она также написала в Твиттере, что альбом выйдет после 4-го сингла. Релиз сингла «Mama Forgive Me» ожидается весной 2013 года.
9 января 2015 года в сеть были слиты треки из дебютного студийного альбома Порселен, который получил название «Mannequin Factory». В него входит 17 песен, включая «This Is What Rock N Roll Looks Like», «Swallow My Bullet» и «Mama Forgive Me». Релиз пластинки не состоялся из-за проблем певицы с лейблом.

### Студийные альбомы
| Год  | Название                                                                                 | Трек-лист |
| ---- | ---------------------------------------------------------------------------------------- | --- |
| 2015 | Mannequin Factory - Released: 9 January 2015 (leaked) - Label: not released - Formats: — | «This Is What Rock N Roll Looks Like» (feat. Lil Wayne) «La Dee Da Dee» «Mannequin Factory» «Swallow My Bullet» «Mama Forgive Me» «Pretty Little Psycho» «Rich Boi» «How Do You Love Someone» «Too Much of Not Enough» «Stealing Candy From a Baby» «Kisses Lose Their Charm» «King of the World» «Fuck Like a Star» «I’m Your Favorite Drug» «Gasoline» «Curiosity» «Teeny Bopper Crack Whore» |

### Синглы
| «This Is What Rock n' Roll Looks Like» (feat. Lil Wayne)              | 2011 | — | 44 | TBA |
| «Naughty Naughty»                                                     | 2011 | — | 25 | TBA |
| One Woman Army                                                        | 2014 | — | —  | TBA |
| «—» означает, что не выпущен на данной территории или не попал в чарт |      |   |    |     |